# Rivalno
Rivalno es una localidad de Croacia en el municipio de Martijanec, condado de Varaždin.

## Geografía
Se encuentra a una altitud de 237 m s. n. m. a 94 km de la capital nacional, Zagreb.

## Demografía
En el censo 2011, el total de población de la localidad fue de 51 habitantes.
| Gráfica de población de Rivalno 1857-2011                           |
|                                                                     |
| Según los censos de población de la oficina estadística de Croacia. |